# Lijst van betaaldvoetbalclubs in Bosnië en Herzegovina
Dit is een overzicht van alle voetbalclubs die in het heden of het verleden hebben deelgenomen aan het betaalde voetbal in Bosnië en Herzegovina.
Zie ook:
- Premijer Liga
- Voetbalelftal van Bosnië en Herzegovina
- Voetbal van A tot Z

## B
- Borac Banja Luka
- RK Bosna Visoko
- NK Brotnjo Citluk
- FK Buducnost Banovici

## C
- NK Celik Zenica
- BSK Crni Dorde Banja Luka

## D
- KK Drina Zvornik

## F
- FK Famos

## G
- KK Glasinac Sokolac
- GOSK Gabela
- KK Gradina Srebrenik

## I
- NK Iskra Bugojno

## J
- NK Jedinstvo Bihac
- FK Jedinstvo Brcko

## K
- FK Kozara Gradiška
- MIS Kresevo

## L
- FK Laktasi
- KK Leotar Trebinje
- FK Ljubic Prnjavor
- NK Ljubuski

## M
- KK Mladost Gacko
- FK Modrica Maksima
- NK Mramor

## N
- SASK Napredak Sarajevo
- FK Nikos Kanbera Rudanka

## O
- FK Olimpik Kiseljak
- NK Orasje

## P
- NK Podgrmec Sanski Most
- NK Posusje

## R
- FK Radnicki Lukavac
- FK Radnik Bijeljina
- FK Rudar Kakanj
- FK Rudar Prijedor
- KK Rudar Ugljevik

## S
- FK Sarajevo
- NK Siroki Brijeg
- KK Slavija Istocno Sarajevo
- FK Sloboda Novi Grad
- FK Sloboda Tuzla
- FK Sloga Doboj
- FK Sloga Trn

## T
- NK Travnik
- NK Troglav Livno

## V
- FK Velez Mostar
- Vitez FIS

## Z
- FK Zeljeznicar Sarajevo
- NK Zepce Limorad
- NK Zrinjski Mostar